# Chuquicamata (ciudad)
Chuquicamata es un antiguo campamento minero chileno, ubicado al interior de la comuna de Calama, provincia de El Loa, región de Antofagasta. El campamento fue construido junto a la mina de Chuquicamata, el principal yacimiento cuprífero del país. 
En el censo de 2002, el último realizado previo al cierre del campamento, contaba con 10.465 habitantes y una superficie de 4,70 km². Producto de la contaminación por materiales pesados como arsénico en el entorno, se decidió el cierre del campamento del 1 de septiembre de 2007. La mayor parte de la población fue trasladada a la ciudad de Calama, algunos kilómetros al sur.
En la actualidad, el antiguo campamento se encuentra deshabitado y su acceso está controlado únicamente para trabajadores de la mina y turistas que visitan el centro histórico preservado.

## Etimología
No se ha establecido el origen exacto de la etimología del campamento minero, se han entregado hipótesis sobre su origen relacionandose con el hecho del afincamiento de tribus Atacameñas que habitaron la región, llamadas Collas o también Chusquis. La traducción en lengua atacameña del nombre de esta, podría traducirse como Dura Lanza. Se ha planteado la teoría de que su nombre deriva de la lengua Aimara, siendo su traducción completa como; El límite de la tribu de los indios chucos. La denominación de estas tierras para los atacameños pasó con el tiempo de llamarse como Chuqui-Kahur, luego con el tiempo se llamó como Chuqui-Kamaccon la conquista del guerrero Inca, Tupac-Yupanqui. 
La etimología en Kunza, de aborígenes que vivieron 400 años después que las dos tribus antes mencionadas, puede traducirse como; Tierras rojas de los indios Chucos. 
En la lengua Quechua, de procedencia Incaica, se estima que el nombre pudo haber surgido de la interpretación; Abundancia que se va a recoger.

## Historia

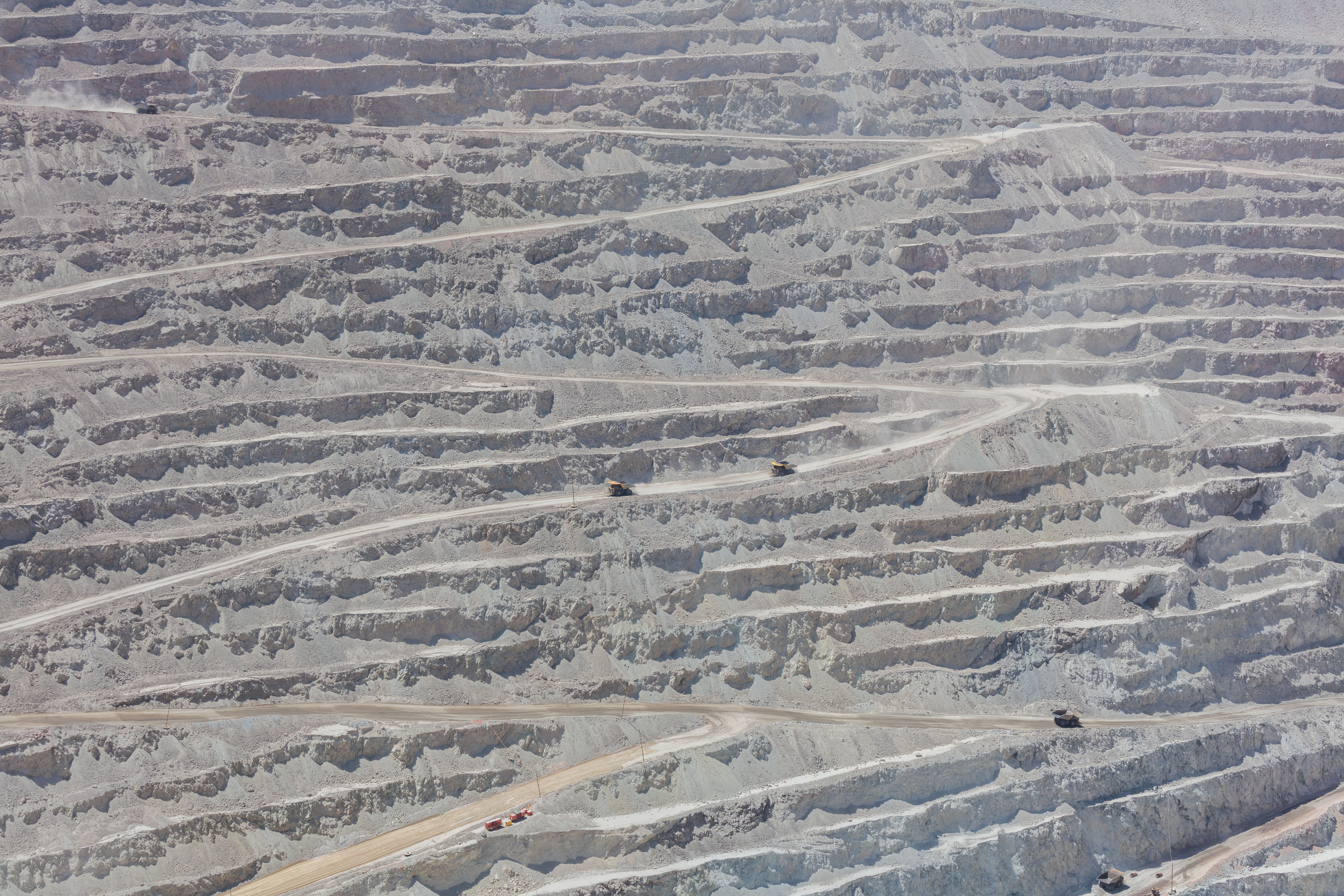
Corte lateral de la mina de Chuquicamata.

El campamento de Chuquicamata se empezó a construir entre 1911 y 1912, se fundó el 18 de mayo de 1915, tenía como función principal albergar a los jefes, trabajadores y obreros con los equipamientos básicos, que rápidamente se fue equipando y llegó a tener unos 25.000 habitantes.

### Placilla y Punta de Rieles
Los primeros antecedentes de un centro urbano en lo que se conoce como Chuquicamata, fueron Placilla y Punta de Rieles. En estos lugares comenzó la venta de víveres y los primeros centros de diversión. Estos sitios actualmente están cubiertos por los inmensos bancos de la mina norte.
El historiador loíno (de la provincia chilena de El Loa, región de Antofagasta) Héctor Pumarino Soto afirma que los cesantes de la Guerra del Pacífico cambiaron sus armas por herramientas.
Punta de Rieles recibía ese nombre porque allí desembocaban todos los ramales que terminaban en punta, simulando una flecha. Se ubicaba al suroeste del campamento. El ferrocarril se instaló debido a los peligros de transportar el metal en mula. El último destino de los convoyes era un puñado de garitos y casa de remolienda. Desde la estación hacia el norte estaban las casas, que a medida que se alejaban del ferrocarril eran cada vez más miserables.
Ambos poblados siguieron creciendo hasta la llegada de los estadounidenses y la construcción de Chuquicamata. Punta de Rieles fue condenado por la empresa, pues significaba un peligro para sus trabajadores que constantemente se escapaban a beber allí, además de que en el lugar proliferaba la promiscuidad y la delincuencia, los obreros no retornaban en días a sus labores y muchos fueron muertos por inescrupulosos cazafortunas que rondaban la zona. Poco a poco se fue despoblando y se fue depositando una torta de ripio sobre sus casas, hasta que a mediados de los años treinta desapareció por completo.
Placilla tuvo mayor duración, debido a que sus dueños nunca quisieron vender sus posesiones, en tales circunstancias seguía explotando el socavón, mientras que el tajo de Chuquicamata crecía a su alrededor.
El decreto 1854, promulgado el 29 de abril de 1905 por el gobierno del presidente Germán Riesco, autorizó a la Braden Copper Company, empresa del ingeniero estadounidense William Braden, para que operara en territorio chileno. Las dificultades geográficas y la necesidad de expandir las instalaciones de la mina, le obligaron a vender la propiedad, que pasó a ser administrada por la Kennecott Corporation.
En 1910, Albert C. Burrage, en sociedad con la Duncan Fox y Cía., obtuvo permiso para explotar la mina Chuquicamata. El 3 de abril de 1911, Burrage fue autorizado por el gobierno chileno para establecer el centro metalúrgico en Chuquicamata, donde sin permiso los hermanos Guggenheim (financistas de Nueva York) habían efectuado labores de prospecciones. Esto dio lugar a una intensa competencia por lograr los derechos del mineral, que terminó a comienzos de 1912 con un acuerdo entre ambas sociedades.
Luego, el 11 de enero de 1912, el gobierno aprobó la ley que otorgó la autorización para explotar el yacimiento. El 3 de abril de 1913, en la presidencia de don Ramón Barros Luco, fue promulgado el decreto 878, que entregó a la nueva sociedad el permiso para establecer agencia en Chile.
Bajo la hegemonía de los hermanos Guggenheim (Sociedad Braden Cooper Co.) comienza en 1915 la explotación del yacimiento en Chuquicamata, con una producción de 10 000 toneladas diarias. Por su pasado salitrero y la represión contra los movimientos obreros, los hermanos Guggenheim, decidieron cambiar el nombre de su compañía por Chile Exploration Company, que por un error fue identificada durante mucho tiempo como Chilex. Este error de llamar Chilex también es usado comúnmente para el teatro, aunque su nombre es teatro Chile, no Chilex.
Después de 14 años de explotación, la Chile Exploration Company vendió sus derechos a la Anaconda Copper Company.
Los sondeos del mineral estuvieron a cargo de Edwin Berry y Walter Perkins, quienes contrataron como ayudantes a los hermanos Juan y Alberto Almonte, conocedores de las aguadas y ríos de la zona, elementos vitales para establecer una faena extractiva.
El 4 de febrero de 1913 la Chile Exploration recibió a su primer gerente: Fred Hellman.

### Comienza la construcción
La empresa solicitó concesiones y permisos para dotar a las faenas de agua potable y de uso industrial, energía eléctrica, ferrocarriles, líneas telefónicas y terrenos donde efectuar las construcciones de las diferentes áreas de trabajo y residencial.
Una de las primeras autorizaciones que recibe la empresa provino del alcalde de Tocopilla y tuvo como objetivo permitir el uso de terrenos para el levantamiento de una planta eléctrica que daría energía a Chuquicamata.
En el ámbito local, la cuprífera recibió varias hectáreas para la edificación de una planta de lixiviación de minerales de baja ley y un espacio para el campamento de su personal, además de concesiones de agua en los ríos San Pedro, Toconce y Lequena. También se mencionaba un permiso para tender líneas ferroviarias internas y un ramal al ferrocarril Antofagasta-Bolivia. Para la obtención del agua, se exterminó a animales y se expulsó a los comuneros indígenas que habitaban los sectores precordilleranos de la provincia de El Loa.
Asimismo se  autorizó la construcción de líneas de transmisión de energía eléctrica y una línea telefónica entre Tocopilla y Chuquicamata.
Nació así la Maestranza; sus armazones, las vigas y pilares se entretejían en alturas que iban desde los 71 metros de largo por 25 de ancho. En un nivel más abajo y a una distancia de 200 metros, se levantó la Fundición de Cobre, al frente la casa electrolítica.

### Campamento de Chuquicamata

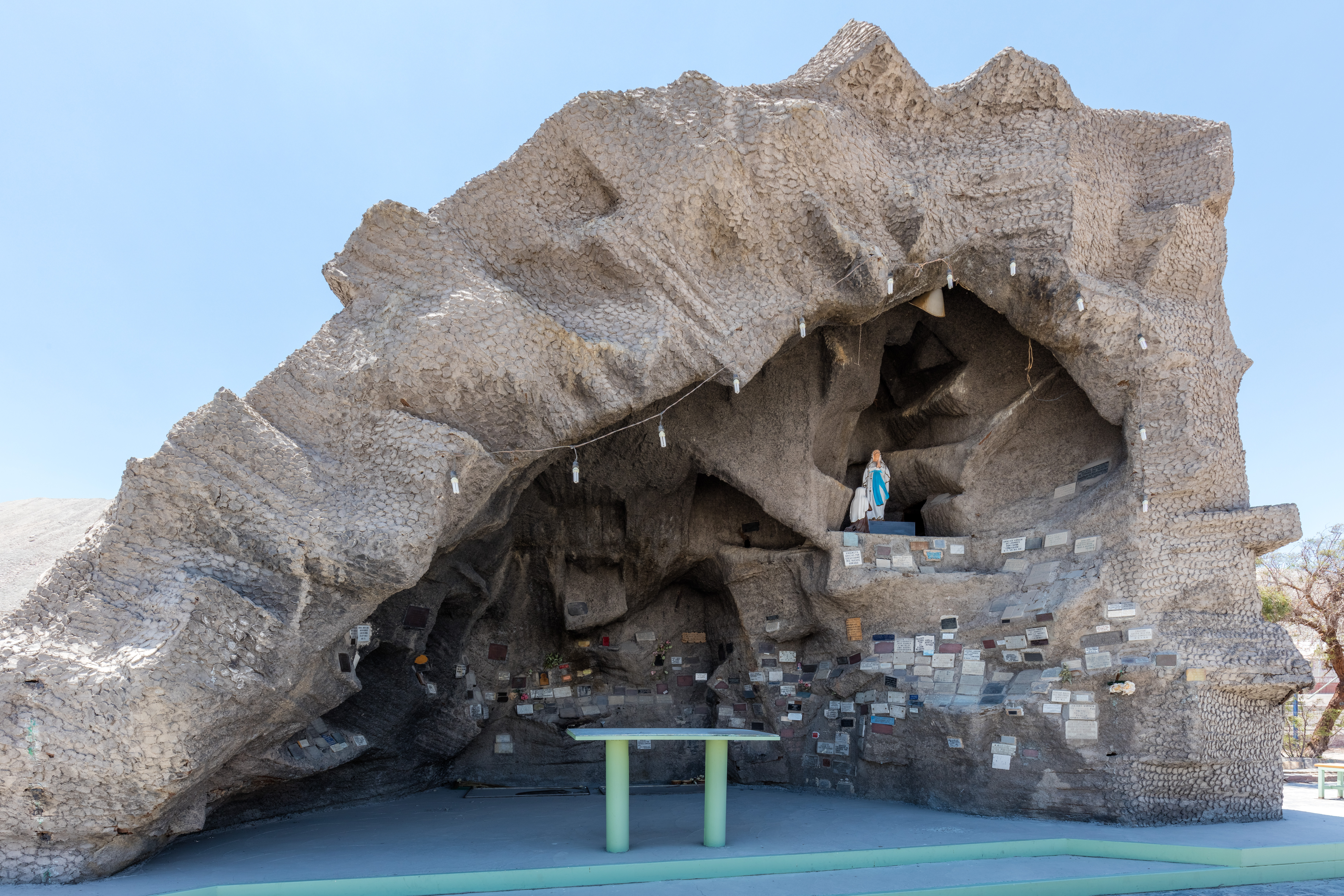
Capilla en el campamento.

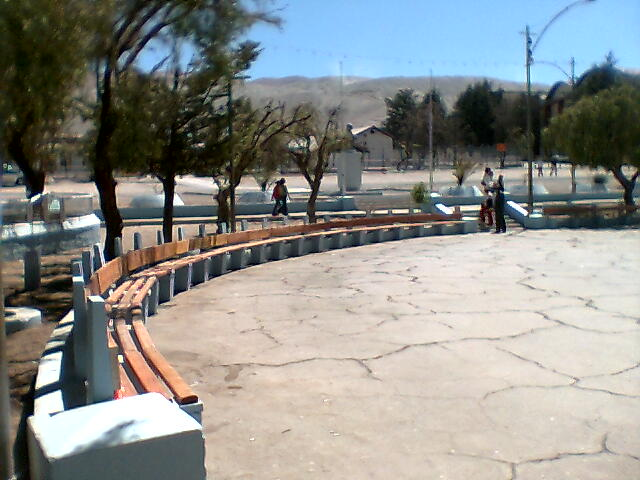
Plaza Los Héroes, en Chuquicamata.

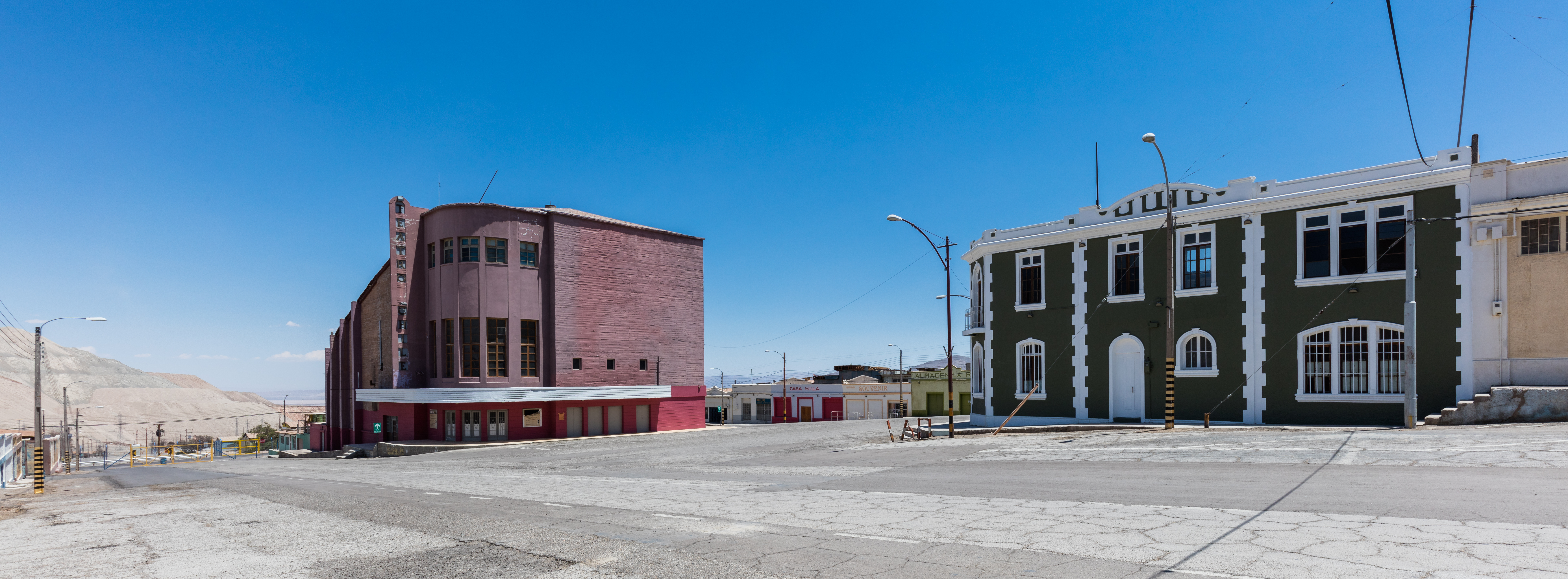
Plaza del campamento.

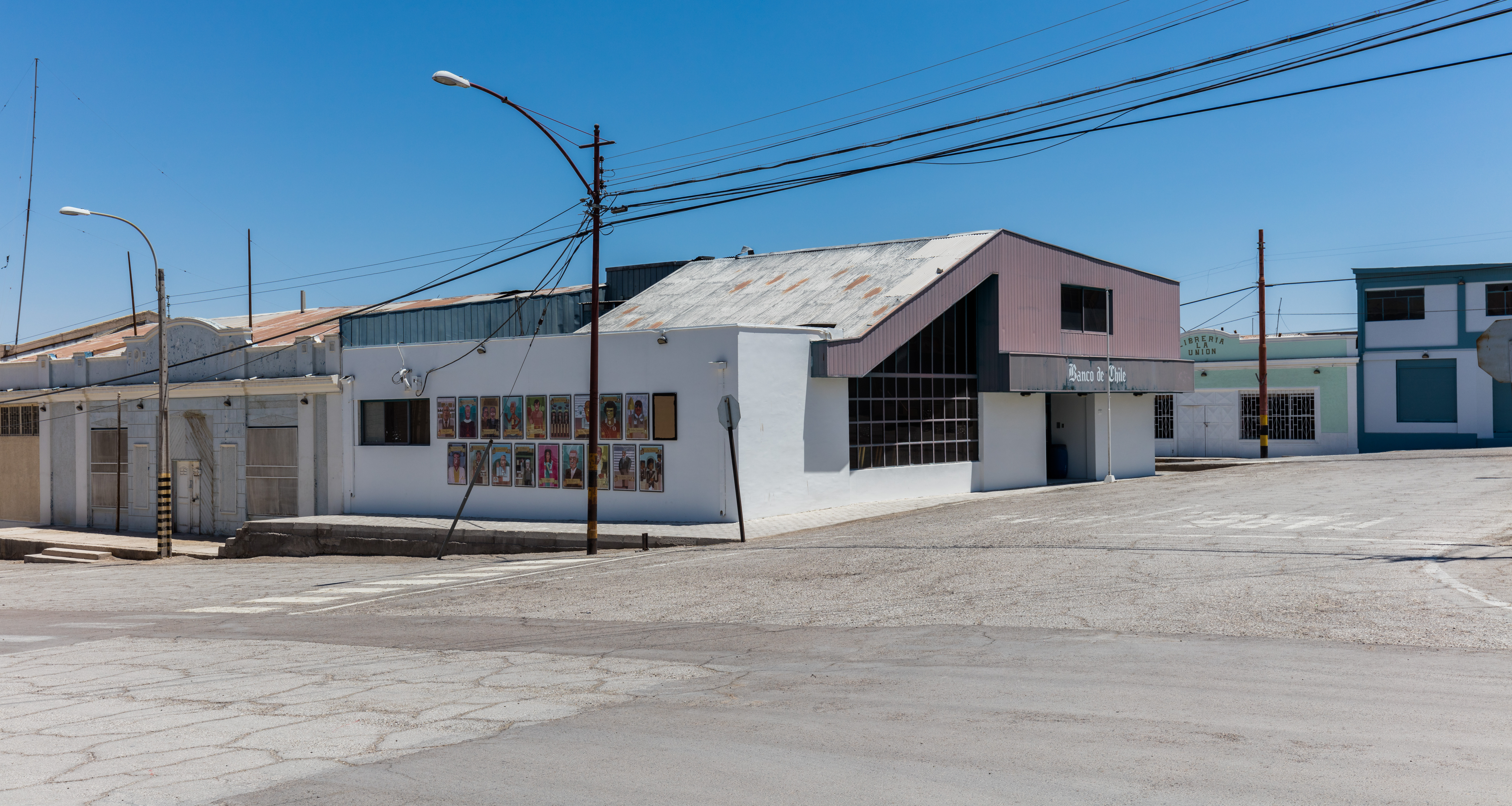
Antigua filial bancaria.

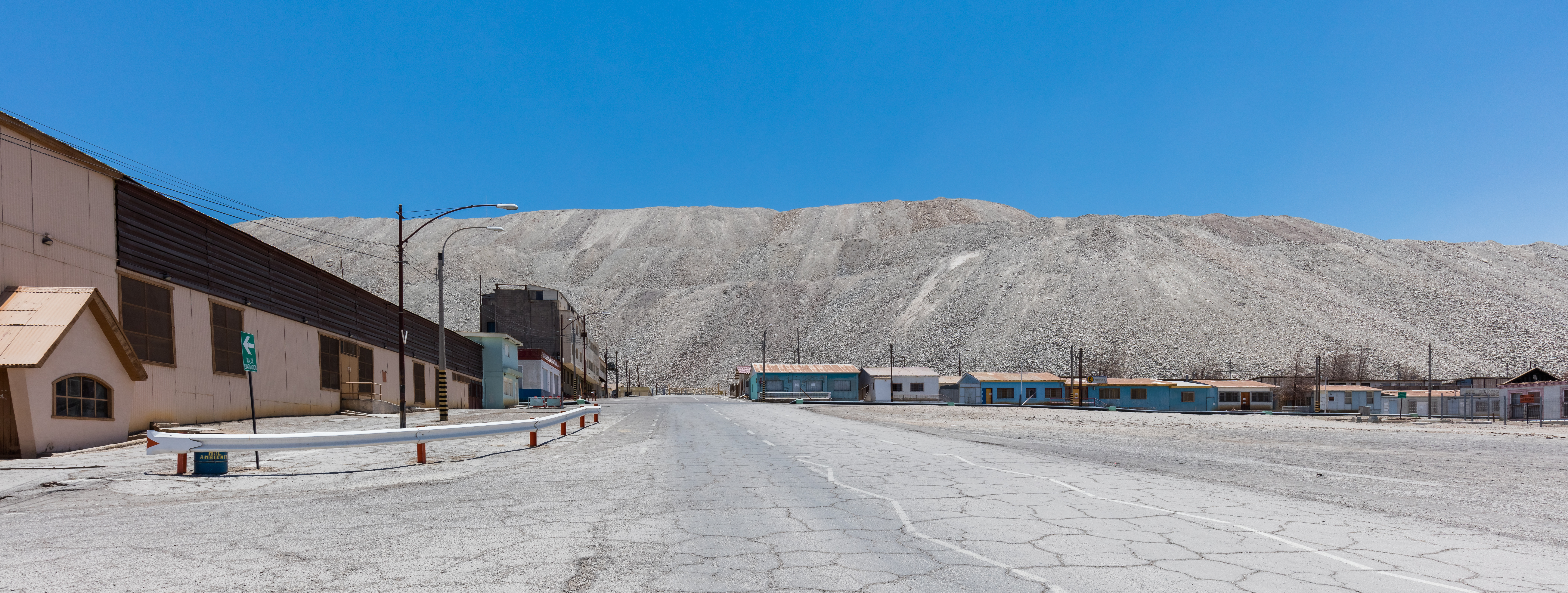
Plaza y mina al fondo.

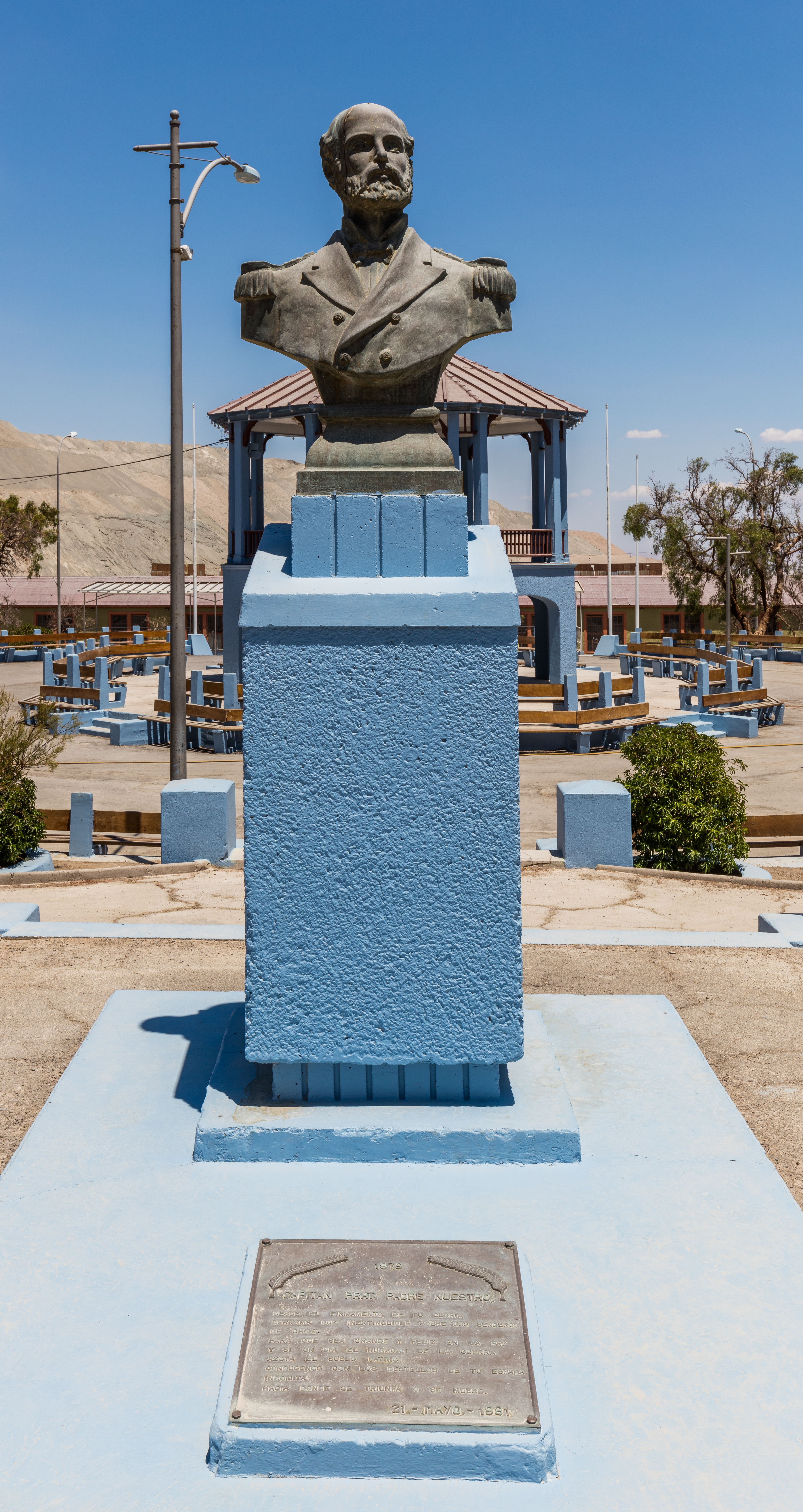
Busto en honor a Arturo Prat.

La construcción del campamento comenzó en 1917. Los ingenieros encargados determinaron la ubicación de dos grandes complejos de casas, que se ubicarían a tres kilómetros de distancia de las rejas que marcaban el límite de las áreas de trabajo.

### Campamento Americano
Cerca de la mina, los estadounidenses nivelaron algunos sectores, dando inicio al Campamento Americano, denominado erróneamente así porque allí solo vivirían ingenieros y ejecutivos estadounidenses. Así desde sus inicios Chuquicamata contó con dos campamentos, distantes tres kilómetros entre sí y conectados por la avenida Tocopilla. Aquí se encontraban los carabineros, los bomberos y el primer hospital de Chuquicamata que lo hacía muy exclusivo.
La vida del Campamento Americano duró hasta 1984, cuando sus casas fueron algunas trasladadas, mientras que otras fueron demolidas y enterradas. Entre las desmontadas y reconstruidas estuvo la casa 2000 (The General Manager House), que hoy se encuentra en la villa Auka-Huasi, del sector oeste del Campamento.
La disposición de las casas fue jerárquica. Había un total de 280 casas. La vivienda del gerente de la empresa estaba en lo más alto y su diseño se conocería como Special A, un modelo de construcción que se usaba entre los grandes hacendados, al sur de Estados Unidos.
Los materiales fueron traídos desde el extranjero y la arquitectura daba espacio a grandes ventanales, tablas de raulí (árbol de la familia de las Nothofagaceae), pilares, fachadas e interiores de pino oregón, una gran sala con una enorme chimenea, cocina, salones de recepción, enormes pasillos, escaleras de caracol, cinco dormitorios, más dos destinados al personal de servicio, amplios patios y terreno para jardines que tenían pimientos, pinos, palmas y árboles frutales.
Más abajo las casas de los subgerentes, con un estilo similar, llamadas Special. La diferencia con la vivienda del gerente era el tamaño.
En orden descendente, se veía el levantamiento de las casas que ocuparían los superintendentes designadas tipo Large A. Luego, Large B, para los jefes estadounidenses según su rango. Detached A-B, Ford A y, finalmente unas de pequeñas dimensiones que serían ocupadas por los futuros ingenieros que trabajarían para la Chile Exploration Company.

### Campamento de empleados
A la opulencia del Campamento Americano, se opuso el Campamento de Empleados. Los mejor ubicados fueron los capataces, a quienes los estadounidenses inculcaron su sistema de clases con viviendas aparte. Fueron las casas tipo Latas, construcción hecha con pilares de madera, cubiertas por esterillas a las que luego se les agregaba cemento granulado.
De esquina a esquina había cuatro casas. Nacen así Los 200, Los 300, Los 400 y Los 500. Estaban separadas entre sí, incluso algunas quedaron en la cima de un pequeño cerro, como fue el caso de Los 400, que posteriormente sería el camino de comunicación entre el Campamento Americano y el obrero.
En la parte baja del campamento obrero, la compañía mandó construir Los Hundidos, un tipo de casa con las mismas características que las Latas, pero cubiertas en la planta baja con latones y en la alta con madera. De esquina a esquina había nueve casas, las que quedaban en las esquinas eran más pequeñas.
Cada calle llevaba una letra. El lote empezaba en la A y terminaba en la I. La numeración iba de oeste a este, así se encontraban los 10, 20, 30, 40, 50, 60, 70 y 80, hasta llegar al 1099.
Frente a la letra A, se levantaron unos juegos infantiles que contaban con moderna infraestructura. Detrás de este complejo se ubicaban los Tipos C, una construcción que destacaba al entrar un pequeño hall, living, comedor, dos o tres dormitorios y el característico patio cerrado con esterilla.
Cada dos calles existía un pilón, lugar desde donde se extraía el agua. Constaba de una gruesa cañería de más de 15 centímetros de diámetro. Dentro de este había una llave.
El pilón estaba dentro de un círculo de cemento que tenía una esterilla, la que a su vez se conectaba con el desagüe, es decir, en el mismo lugar donde se botaban los desperdicios se sacaba el vital elemento.
En una gran explanada debajo de las Latas quedó el sector que ocuparía la futura escuela, la iglesia y un campo de patinaje.
En el lado oeste fueron construidos los «tipo adobes», pequeñas construcciones hechas en Calama, cuya materia prima (adobes) llegaban al mineral en carretones tirados por mulas. Resultó común que los adobes se partieran en el camino, por lo que los ingenieros decidieron traer la tierra y la paja para hacer el adobe en el mismo lugar donde se estaba construyendo.
Las corridas se numeran desde el 10 hasta el 40 y, desde la letra C hasta la W.
Los servicios higiénicos estaban en las esquinas. Así cada 12 casas había un baño común, que consistía en una larga canaleta o muralla de 35 centímetros de alto por 10 de ancho. Los baños no contaban con separación, con la consecuente falta de privacidad en el caso de ir varias personas al mismo tiempo.
Esta verdadera acequia en muchas oportunidades jugó una mala pasada al que no sabía y se ubicaba en el primer lugar, este casi siempre estaba desocupado, puesto que cada diez minutos un fuerte chorro de agua que emergía desde una gruesa cañería y arrasaba lo que encontrara, llevándose al sorprendido incauto por la canaleta.
En sus inicios, las poblaciones de mayor envergadura fueron Los Hundidos, Las Latas y Los Adobes (muchas de estas fueron demolidas o renovadas entre 1970 y 1990) y, finalmente divididas por el cruce de la línea férrea que venía desde Calama y moría en las distintas áreas de trabajo, se ubicaban Los 600, justo a los pies de los cerros.
Junto a este pequeño campamento se iniciaba la construcción de largas calles, que extrañamente tenían las puertas de acceso en los costados. Por dentro un extenso pasillo con varias piezas, a las que se les llamó luego Los Buques, porque tenían una similitud con las habitaciones de las embarcaciones. Estas piezas fueron destinadas a los solteros. Estos luego pasaron a ser entre 1970 y 1990 el ejército de ingenieros n.º 1 de Chuquicamata, cuyo símbolo era un número 1 con un pico y un ancla atravesados.
Los servicios básicos estuvieron durante décadas en el Campamento Americano: el hospital, la Recova Americana, la panadería, el Cuartel de Bomberos y Carabineros.
A fines de los años cuarenta, la empresa anunció la construcción de nuevas casas. Estas estarían entre el mercado nuevo y la garita n.º 7 (camino a Tocopilla). De igual manera, en el sitio hoy conocido como Planta Nórmac, se edificaron 8 buques con 34 piezas cada una para obreros y dos más para los empleados que quedaran frente al campamento Latas.
Las 544 casas fueron distribuidas de la siguiente manera: 250 casas tendrían un dormitorio, un living, una cocina y un baño; 140 de dos dormitorios, 92 con tres dormitorios y 62 con cuatro habitaciones. Todas fueron entregadas el 24 de diciembre de 1949, siendo habilitadas recién en 1952.
Retirado del campamento, en el mismo lugar que ocupa hasta hoy, quedaron los terrenos para el cementerio. Al parecer antes hubo otro cementerio en Chuquicamata en el ya mencionado Placilla.

### Un sistema paternalista
Con el crecimiento del campamento, se estableció un comercio incipiente gracias a la concesión de terrenos que hizo la compañía, previa investigación del solicitante, luego cada uno se encargaba de construir su vivienda.
Para el resto de los funcionarios existía un sistema instalado por la administración en donde continuamente se vigilaban las casas y si es que sus moradores realmente las habitaban. Lo que sancionaban era el abandono y como castigo la empresa quitaba la vivienda.
Fue costumbre vigilar el comportamiento de los empleados en el campamento, preocupándose de que no se efectuaran robos considerables de materiales y que no se abusara del consumo de alcohol en las residencias.
A medida que se produce el aumento de producción de cobre, ingresó un mayor contingente de empleados y obreros. Por tal razón se levantaron en los años sesenta poblaciones como El Bosque y Los Lagos. En ambos casos las construcciones son de dos pisos, con grandes patios y con estacionamiento para vehículos.
En aquella época quien quisiera cambiarse debía acercarse a la oficina de casas (Departamento de Bienestar).
Para los sesenta, ya habitaban en el campamento 24 000 personas, de las cuales 5600 eran trabajadores y el resto correspondía a familiares, carabineros, funcionarios públicos, profesores y comerciantes.

### La condición habitacional inicial de Chuquicamata
Es interesante hojear las condiciones de Chuquicamata en sus inicios. El informe de una comisión gubernamental que visitó la mina en 1920, resulta útil para formarse una impresión de la vida de estos primeros chuquicamatinos.

En este establecimiento, en la quebrada, frente a la fundición de cobre, está el pequeño campamento para solteros, cuyos cuartos son miserables covachas donde duermen en camastros hasta 16 individuos. Como aquí no hay servicio de alcantarillado, las aguas servidas y otros desperdicios se arrojan al suelo, provocando una fetidez que se hace insoportable por la caída del calor. Su ubicación en el fondo de la quebrada hace de este campamento una verdadera toldería indígena por lo insalubre y antihigiénico de sus condiciones.
Al lado de este campamento para solteros está el denominado Los 500. Este es para familias. Viven aquí matrimonios en casas de una sola pieza. Este campamento no tiene luz eléctrica, ni alcantarillado, ni baños.
El campamento nuevo (New Camp), que es el más popular, es el más antihigiénico, insalubre e inadecuado de ver. Comprende dos secciones de casas: la de latas y la de adobes. El campamento de latas no tiene alcantarillado, luz artificial, patio ni desagüe. La promiscuidad es completa, hasta el perro y el gato viven y duermen allí junto a los niños y a los padres en una o dos camas.

## Vida social en el campamento

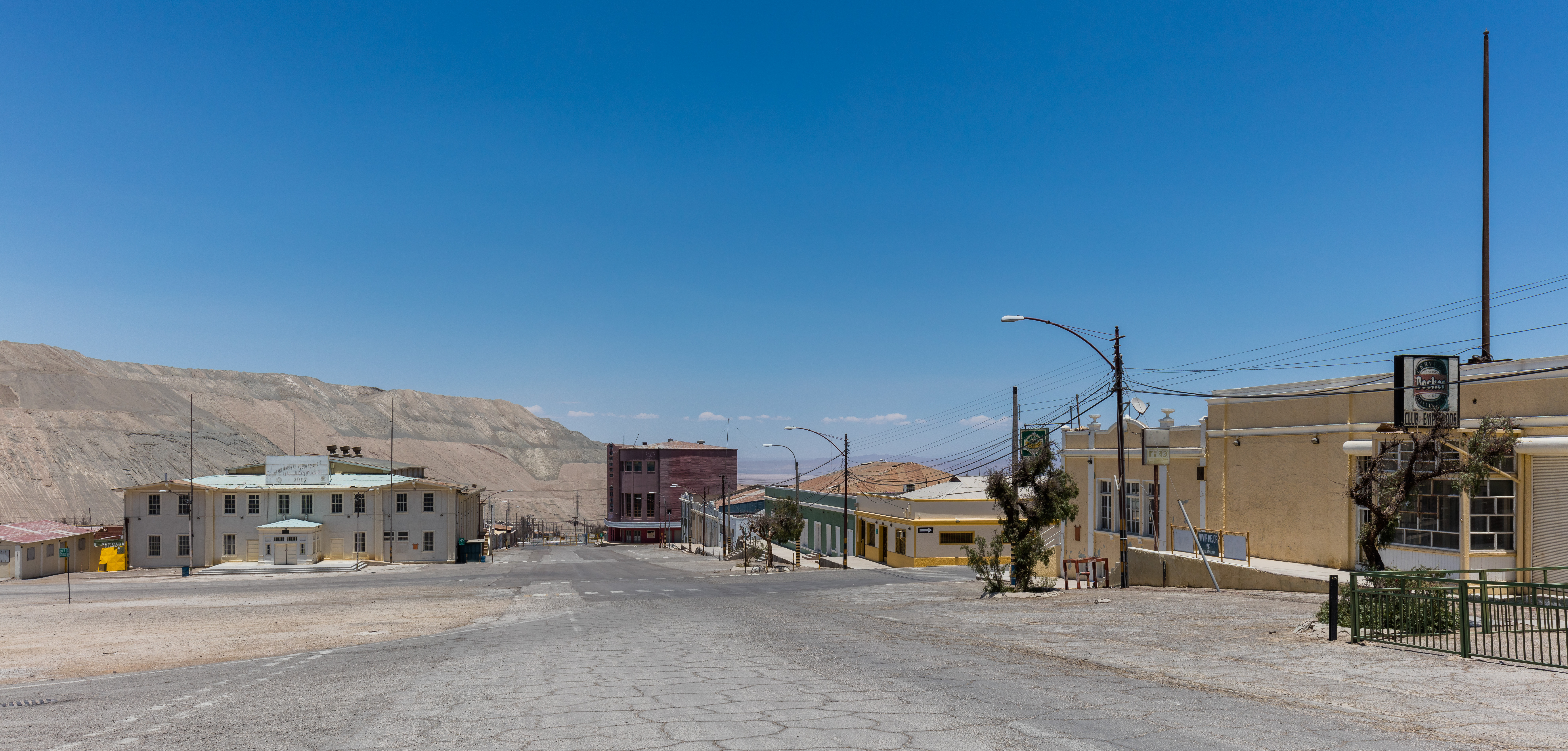
Establecimientos de ocio en la plaza del campamento.

La vida pública del mineral transcurrió principalmente en su plaza (y alrededores) y en el Campamento Americano.
Un resumen de los edificios y lugares con valor histórico de Chuquicamata es el siguiente:

### Chílex Club
Data de diciembre de 1919. Era para los estadounidenses que vivían en el Campamento Americano. Fue copiado hasta el más mínimo detalle de un recinto de Nueva Jersey. Los planos fueron entregados a un ingeniero chileno que implementó el lugar con amplios salones de pino oregón, canchas de bolos, piscina, comedores y una cancha de baloncesto.
En los años ochenta fue cerrado por la expansión del campamento y se construyó uno nuevo en el sector de la villa Auka-Huasi, siendo inaugurado en 1985. Este era solo para los supervisores de la mina hasta 1990, año en que todos los trabajadores de Codelco podían hacer uso de las instalaciones. A pesar de que este edificio solo tiene algunos de los elementos importados del club original, no tiene un estilo arquitectónico definido, pues consiste en la adopción de canchas y piscinas realizadas con posterioridad a su construcción. El traslado significó la supresión definitiva de este club social, ya que la empresa negó la construcción de un nuevo Chilex-Club en Calama.

### Teatro Variedades
Edificio que tomó el patrimonio salitrero, construido casi íntegramente de calamina. Poseía galerías en forma circular y a los costados. Ahí se ofrecieron espectáculos teatrales, cine y de juergas, conocidas son las presentaciones del teatro de revistas de Daniel Vilches. En los años ochenta su interior fue remodelado convirtiéndose en una cancha de patinaje cuyo nombre comercial era Arcoíris Center y que funcionó algunos años. Al momento del cierre del campamento operaba como un restaurante con servicio a la mesa y de autoservicio. Concurrían a él, casi exclusivamente, personal de las empresas contratistas de Codelco.

### Teatro Chile

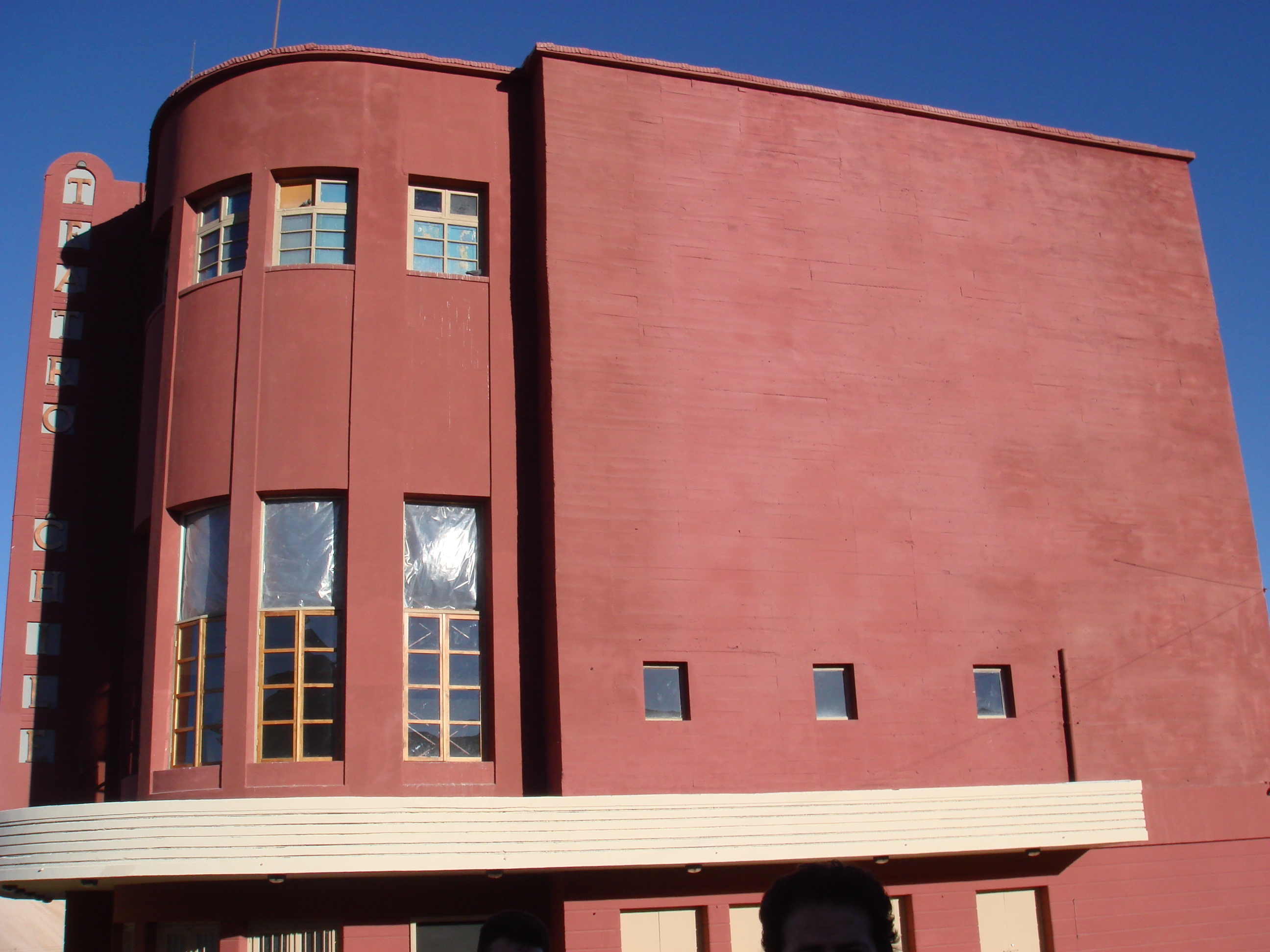
Teatro Chile.

Sin duda, este es uno de los íconos de Chuquicamata, que en el futuro evocará los recuerdos del mineral. Fundado en 1943, el Teatro Chile abrió sus puertas con el estreno de la película Aquella noche en Río. Sus protagonistas estelares fueron Carmen Miranda, César Romero y Alicia Fai.
Esta sala de teatro se dice que fue copia fiel de un cine de Virginia, Estados Unidos, de cualquier forma los arquitectos chilenos a cargo fueron Enrique Cooper y Julio Bravo. Los lugares estaban determinados de acuerdo a la clase social. La platea alta, al lado izquierdo, era exclusiva para los estadounidenses; al lado derecho se sentaban los ejecutivos y en platea baja los supervisores y empleados chilenos. La galería fue el lugar para el resto de la comunidad.
Con una capacidad para 1840 personas, hace sesenta años apenas si alcanzaba a satisfacer la demanda de diversión. Entre 2002 y 2005 el edificio era utilizado como sede del Sindicato N°3 de la División y sus condiciones exteriores eran deplorables (por rayados y grafitis, y el techo muy deteriorado por las palomas por no ser mantenido), hasta su remodelación en 2007.

### Club Chuqui
La explanada donde hoy esta la plaza de Chuquicamata, fue un gran terreno baldío, en parte llenado con la creación de un paseo y un kiosco para orquestas. Para completar el sector, ejecutivos deciden levantar un gran salón de baile, en donde además se pudiera practicar el deporte favorito de los yanquis; el baloncesto. Así en 1925 partió la construcción de lo que más tarde se llamaría Club Chuqui.
Todo un coloso para la época, pues era el primer estadio techado de Sudamérica. El edificio mostraba dos pisos, grandes oficinas, graderías, camarines y un piso de madera que fue remodelado varias veces entre 1980 y 2000. Es un icono representativo de la vida social chuquicamatina, un lujo para el mineral, su inauguración fue el 21 de mayo de 1926. Hasta la primera década del siglo XXI era usado para la práctica deportiva, destacando torneos de verano organizados por la Liga Social y Deportiva de Estudiantes de Chuquicamata (LISODECH) y las Copas Mineras de baby fútbol que cada agosto se hacían y en donde se estacionaba un camión de la mina y el conocido Ferrilo (estatua con semejanza de hombre hecha principalmente de chatarra).

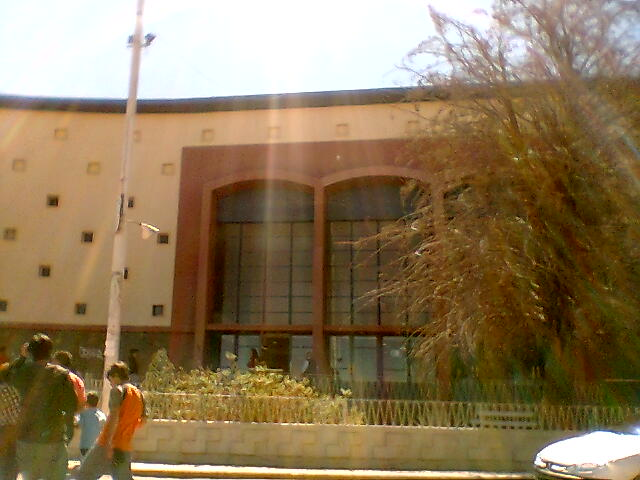
Auditorio Sindical.

### Auditorio sindical
Proyectado bajo los principios de la arquitectura modernista, por los arquitectos Alejandro Crestá Gouyou y Luis Lira, y construido a partir de 1957. El 7 de noviembre de 1959, el semanario Oasis publicaba una nota sobre la inauguración del edificio. Este edificio es la culminación del movimiento sindical desde los años treinta, con amplias fachadas y una cubierta de hormigón en forma de bóveda cáscara cilíndrica múltiple, es un estilo representativo de la posguerra con evidente influencia de la arquitectura moderna brasileña. Fue usado como escenario principal de varios actos y licenciaturas. Era sede de las instalaciones del sindicato N°1 y N°2 de Trabajadores de la división.

### Ex maternidad
Esta casa esquina cumplió en algún momento la función de maternidad del campamento, en esa época se contaba con elementos precarios para la construcción siendo de uso común la calamina, el pino oregón y el material desplegado, una especie de esterilla sobre la cual se colocaba cemento granulado. Después fue una escuela y por último la Comisaría de Carabineros trasladada desde el Campamento Americano (hoy demolido).

### Escuelas

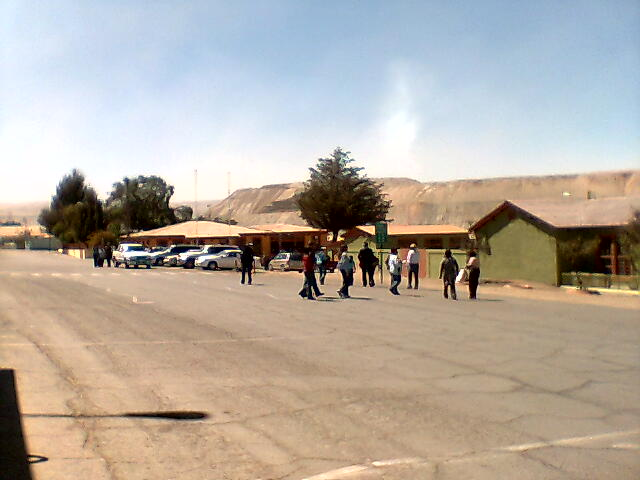
Liceo América (B-10).

Diferentes establecimientos educacionales funcionaron en Chuquicamata, entre ellos:
- Escuela E-34 "John F. Kennedy" (ex Escuela N° 31).
- Escuela Industrial San José (actual testigoteca).
- Escuela F-33
- Jardín infantil Pinocho
- Escuela de Párvulos ANSCO

#### Escuela D-54 República de Chile
Comenzó sus actividades en 1917 como Escuela de Educación Primaria. En 1925 se construye el conocido edificio sobre la base de madera de calidad al igual que sus amplias salas de clases pintadas con distintos motivos (dependiendo del nivel de la sala) y pasó a ser la Escuela Superior de Niñas N.º 4. Su dirección era Calle Plaza los Héroes S/N. En 1978 se fusiona con la Escuela Mixta Nº22 de El Loa ubicada frente al Establecimiento y frente a la plaza pasando a llamarse Escuela D-54 República de Chile. En el año 2002 el Colegio cuenta con una matrícula de 800 alumnos de primero a octavo Básico atendidos por 30 docentes y su Director es el Sr. Ernesto Rojas Sánchez. Muchas de sus alumnas volvieron como profesoras a este querido establecimiento continuando así una tradición de años.
El año 2004 La Escuela comienza sus funciones en un nuevo edificio en la Ciudad de Calama. El 24 de septiembre de 2006 el edificio ubicado en Chuquicamata se destruye por un incendio que lo redujo a cenizas.
Muy conocida es una frase la que es considerada por muchas generaciones infaltable:
«El Himno Nacional será dirigido por el profesor Edmundo Biaggini», que se pronunciaba cada lunes.
El Colegio, hoy en Calama, calle los yacimientos, celebra su aniversario en el mes de noviembre oportunidad en que se realizan diversas actividades conmemorativas. Cuenta con academia de Folclore, Fútbol y Baby-fútbol.

#### Liceo B-10 "América" (ex Escuela N°3 de Hombres)
Su historia comienza bajo la administración estadounidense. Sus inicios fueron como Escuela Superior de Hombres N°3.
Su enseñanza se extendió a los hijos de los obreros y empleados de la Chile Exploration. Posteriormente, el 25 de octubre de 1954, por decreto N° 9709 del Ministerio de Educación pasó a llamarse Escuela América. Recordados eran los actos matinales en donde se cantaba el Himno Nacional acompañado con acordeón por el profesor Raúl Monreal Serín y dirigido por el profesor Omer Torres Fuentes.
A partir del 1 de septiembre de 1978, por disposiciones emanadas por el Ministerio de Educación, se fusionaron la Escuela América, Escuela Básica Vespertina de Adultos N°1 y la Escuela Media de Adultos, creada por el profesor Omer Torres Fuentes, conformando lo que actualmente es el Liceo América B-10.
En esa misma fecha, el plantel, al igual que los otros establecimientos de la Provincia El Loa, es traspasado a la Municipalidad de Calama y a partir del 1 de julio de 1982 pasa a depender de la Corporación Municipal de Desarrollo Social de Calama (COMDES).

#### Colegio Chuquicamata
Se originó el 27 de abril de 1927, bajo el nombre de Chilex School, destinado a la educación de los hijos de los funcionarios estadounidenses que en ese entonces trabajaban en la empresa Chilex Exploration Company.
En el año 1970, por Resolución del Ministerio de Educación, la Chilex School es designada Colaboradora de la Función Educativa del Estado, con el nombre de Escuela Particular n.º 8, contando con cursos de Parvulario a Octavo Año Básico.
El 15 de noviembre de 1978, por Resolución 1094, tomó su nombre actual de Colegio Chuquicamata, dependiente de la Empresa Codelco Chile, División Chuquicamata, incluyendo desde el nivel Parvulario hasta Cuarto Año de Educación Media.
A partir de 1995, pasó a depender de la Fundación Educacional Chuquicamata.

### Iglesias
En Chuquicamata funcionaron las siguientes iglesias:

#### Parroquia El Salvador

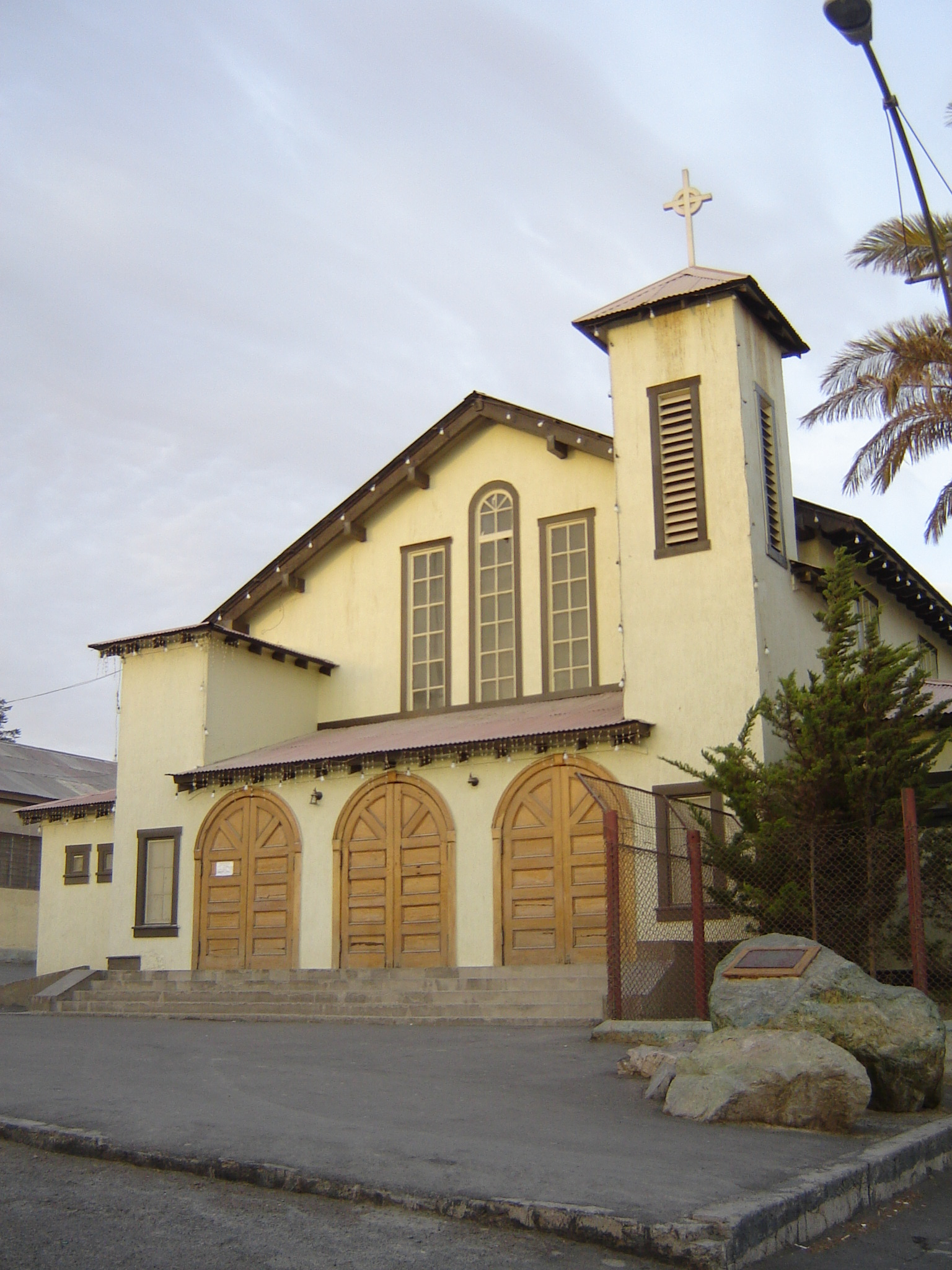
Iglesia de Chuquicamata.

Parroquia católica "El Salvador", construida según leyendas de una iglesia de Estados Unidos, que ha ido evolucionando en su exterior. Fue un punto de encuentro muy especial, donde se congregaban estadounidenses y chilenos. Unos de los desastres de esta iglesia fue un incendio ocurrido entre 1940 y 1950.
Desde 1973 en la dictadura militar las misas se realizaban a puertas cerradas debido al toque de queda instaurado en aquellos años.
Su último sacerdote en Chuquicamata fue el párroco Enrique Olivé Turú, quien celebró las últimas misas y cerró definitivamente la parroquia en Chuquicamata, para dar curso al traslado de esta a nuevas dependencias en Calama, para continuar la misión evangelizadora en las nuevas villas de los trabajadores de Codelco en Calama.
Algunas fechas importantes:
- Fecha de firma de decreto de creación: 30 de octubre de 1917.
- Fecha de publicación: 20 de noviembre de 1917, sin embargo se celebró el 6 de agosto de 1917.

Esta iglesia fue una de las últimas dependencias, independientes de la administración de Codelco, que funcionaron en Chuquicamata.
Actualmente la iglesia sigue su funcionamiento en la villa "Las Leyendas" y se construye la capilla "Sagrado Corazón de Jesús" en la villa "Los Volcanes".
- Templo Bautista
- Templo Adventista
- Templo Metodista
- Iglesia del Evangelio Cuadrangular
- Iglesia Metodista Pentecostal
- Salón del Reino de Los Testigos de Jehová
- Iglesia Mormona

### Club Social Obrero
Se inauguró el 17 de abril de 1967. Dedicado exclusivamente a los obreros del campamento, fue ideado para reunir en un solo edificio las más variadas comodidades. Al igual que sus antecesores (el conocido "Club Social"), tuvo 6 canchas de bowling, pool, salones de baile, restaurante y bar, que completaban la infraestructura. Esta fue la gran respuesta para aquellos que durante años no tuvieron un lugar propio y de privilegio como el de sus compañeros, que por posición social eran “distintos” (como ejemplo el Chilex Club).

### Las Pulperías
La necesidad de mercaderías, al comenzar el campamento, eran cubiertas comprando en La Pulpería.
El término “pulpería” se adaptó de Estados Unidos, significa “pulp” lugar donde se venden varios géneros. Muy conocidas en las salitreras se extendieron hasta los campamentos mineros, incluyendo todo tipo de productos, la Villa Covadonga no fue la excepción.
Las pulperías fueron otro de los beneficios que entregaba la empresa a sus trabajadores, permitiéndoles contar con alimentos de primera necesidad en forma de tarjeta de crédito, crédito que era descontado del sueldo mensual de cada trabajador de la empresa.
Los artículos de pulpería se clasificaban en “racionados” y “no racionados”. Los primeros estaban específicamente determinados en tarjetas de racionamiento y solo podían ser adquiridas en las cantidades que en ellas se expresaban.
El derecho a esta ración se extendía al obrero o empleado, además de su esposa legítima, los hijos e hijas ilegítimas, naturales o hijastros hasta los 18 años y, los padres del trabajador cuando el soporte económico de la familia sufría algún accidente que le impidiera seguir prestando servicios a la compañía.
Las pulpería era un gran galpón, similares a un supermercado. Estaban ubicadas en puntos estratégicos del campamento. Esta funcionaba a la entrada Este del Campamento obrero. Ahí compraban tanto los obreros, empleados y los extranjeros, adquiriendo, estos últimos, productos de mejor calidad y diferentes.
En ella se ofrecían mercaderías divididas por sectores, panadería que se abastecía por proveedores de la ciudad, sector de Tienda, Abarrotes, carnicería que se abastecía desde el matadero de Tocopilla y Recova.

#### Sueldo en dinero y raciones
Junto con su sueldo (dinero en efectivo), el obrero recibía una tarjeta de racionamiento, en donde se expresaba el número de raciones a que tenía derecho el trabajador de acuerdo con su estado civil y, el número de personas que componían su grupo familiar. Los menores de 12 años estaban sujetos a una escala de racionamiento que variaba según las edades.
Esta tarjeta era de cartulina y llevaba el nombre del empleado, su número de archivo, su sueldo y la lista de artículos que podía adquirir. Se recibía el primer día de cada mes y con ella la dueña de casa acudía a la pulpería después de determinar cuáles eran las necesidades mensuales del grupo familiar.
Una vez en el local, se colocaban en la fila correspondiente; había una de abarrotes, otra de verduras y frutas y, otra para la carne. Luego, la fila para pagar, allí se entregaba la tarjeta y se tarjaban las mercaderías que se habían retirado.
También resultó corriente que familiares o amigos de los trabajadores pidieran el favor de adquirir artículos no racionados.
Actualmente, en el mismo edificio funciona el supermercado Unimarc

### Plaza "Los Héroes" (Ex Plaza 23 de Marzo)

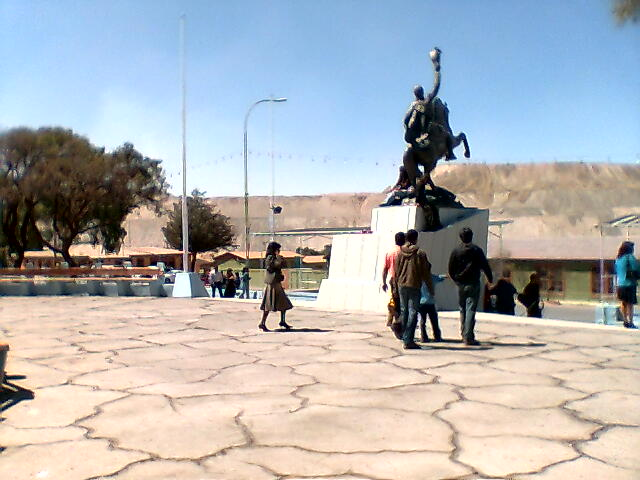
Plaza "Los Héroes" de Chuquicamata.

Abajo del recién levantado barrio “Las Latas” se creó la Escuela Mixta Nª10, sin duda todo un regalo para los hijos de los obreros. Sin embargo, su construcción creó más de algún problema para los ingenieros de la época. Frente al establecimiento había quedado una explanada, la que un principio fue pensada para erigir otros edificios, idea que con el tiempo fue quedando en el olvido.
Corría 1923 y el lugar se había convertido en el punto de encuentro de los chuquicamatinos que todos los domingo se reunían a disfrutar de la música que tocaba la Banda Instrumental compuesta por trabajadores y aficionados al arte musical, conocida como la "Banda Chilex". Algunos recordados integrantes fueron Alfredo Ramírez, Manuel Lagos, Aníbal Monterrey, Carmelo Guzmán (quien además era director de la Banda de la Escuela América), Joaquín Domínguez, Luis Gómez, Hernán Arcos, entre otros, y dos grandes talentos chuquicamatinos: Roberto Altamirano y Celso Torres quienes integraron la Banda siendo muy niños.
Estos grupos eran característicos de las salitreras y su calidad obviamente había trascendido las épocas, por cuanto algunos jefes los contrataban para que amenizaran también sus fiestas particulares.
Así las damas y los varones que paseaban por aquella explanada lucían sus elegantes trajes, como una muestra de su última adquisición en Antofagasta, en la importadora Pinnau y Cía., que se encargaba de traer además de ropa, artículos para el hogar, herramientas y maquinarias.
Los fines de semana habían adquirido gran importancia para la población, tanto que algunos estadounidenses entusiasmados con las orquestas y grupos musicales se aventuraron a crear su propia agrupación de jazz, estilo que por aquellos años hacía furor en Estados Unidos. Al compás de swing y el blue demuestran a los asistentes que son buenos bailarines.
Con el viento tan característico del lugar, levantaba polvo y ensuciaba zapatos, trajes y sombreros. Por tal razón, la administración decidió rellenar la explanada con gradilla y trazar lo que más tarde sería la Plaza de Armas de Chuquicamata, que contaría con jardines, piletas y en el centro la pérgola con bancas para que la gente y la banda pudiera estar cómoda, pero entre 1990 y 2006, el lugar era acechado por inescrupulosos que destrozaban y hacían grafitis, hoy fue totalmente restaurado.
En las fiestas patrias se decoraba con ramadas y banderas chilenas, y en Navidad se instalaba un pesebre que contenía animales de la zona traídos desde calama y se adornaba e iluminaba un gran árbol de estructura metálica ubicado por el lado norte.

### Hospitales

#### Primer hospital de Chuquicamata
El primer hospital de Chuquicamata era una construcción de tipo colonial estadounidense, a una distancia considerable del campamento, aunque estaba junto al Campamento Americano.
Grandes pabellones formaban ordenadamente las distintas salas, siendo la más grande la “D”. Un hermoso jardín rodeaba esta construcción, las ventanas se abrían hacia arriba por un sistema de piolas y lienzas similares a las que había en el Campamento Americano. El único error de distribución, cometido los ingenieros estadounidenses, fue el pabellón quirúrgico, que quedó en medio de un patio.
Este recinto, “abuelo” del Hospital Roy H. Glover, era de madera y contaba con todos los servicios necesarios, excepto el de maternidad que estaba cerca de la plaza, más exactamente en los Carabineros.
Cerca de la plaza funcionaba la maternidad y un policlínico que también cumplía la función de pediatría. Los servicios médicos y de farmacia eran gratuitos, los trabajadores acudían a los diferentes edificios para recibir sus medicamentos. La dotación era de trece médicos, cuatro matronas, 26 enfermeras y 66 auxiliares.

#### Hospital Roy H. Glover
La construcción del Roy H. Glover se debió principalmente a las numerosas deficiencias que presentaba el hospital del mineral que si bien, logró controlar por años las enfermedades y los índices de mortalidad del campamento, su reducido espacio físico y su poca capacidad para atender diferentes especialidades, sumado a la gran población que existía, lo hicieron incompetente.
John Bradford, médico cirujano, planteó la inquietud al gerente de la época (1954), Charles Brinckerhoff, y con su aprobación partió a Nueva York a presentar su proyecto al directorio de The Anaconda Company, la empresa propietaria del mineral a través de Chile Exploration Company.
En Nueva York, Bradford se encontró con Roy H. Glover, vicepresidente del directorio de Anaconda, quien hizo suyo el proyecto. Ante los convincentes argumentos de Bradford, Glover convenció al resto del directorio presentando maquetas, planos y diseños (ayudado por la oficina de arquitectura neoyorquina York & Sawyer) que aprobarían el plan en 1955. Su construcción comienza el 19 de agosto de 1956 y se inauguró el 21 de agosto de 1960.
La inversión fue de 28 millones de dólares y para su construcción se utilizaron los mejores materiales de la época, pensando en un hospital que debía durar muchos años. Llegado el momento de funcionar, el nombre de Roy H. Glover surgió como el más adecuado, en señal de agradecimiento al hombre que tanto hizo por conseguir su construcción, aun cuando él nunca viajó a Chuquicamata, pero hizo el sueño de levantar un nuevo hospital. Roy H. Glover moriría meses antes de su inauguración.
El hospital se levantó con cinco pisos de altura y dos subterráneos, teniendo una especialidad básica por piso, más un pensionado y junto a ellos, un pabellón de operaciones, salas de parto, laboratorio, rayos X, entre otras dependencias, que rápidamente lo convirtieron en el mejor y más moderno centro del país, equipado para ser autosuficiente, dada la lejanía de los otros recintos médicos de Chile, e inclusive de Santiago.
Los jardines y revestimientos de mármol en su acceso principal fueron la característica especial del recinto, sumado a un muro perimetral de bloques de sulfato de cobre que otorgaba un original decorado, además de una extrañeza, una escultura de la torre Eiffel a escala.
Al momento de su inauguración trabajaban 18 médicos y había 250 camas.
Paulatinamente se fueron creando Neonatología, la Unidad de Cuidados Intensivos (UCI) de esa área, UCI de adultos, Hemodiálisis, Oftalmología, Traumatología, Otorrinolaringología, Siquiatría, Anatomía Patológica, Ecografías, Scanner (el primero del país), Dermatología, Kinesiología, Laboratorio Clínico Automatizado, entre otros.
Funcionó durante 41 años, en los cuales entregó un trabajo único. El hospital cerró en mayo de 2001 y hoy descansa bajo toneladas de ripio.

### El comercio particular
El comercio particular se estableció en la avenida Bernardo O’Higgins. La mayoría de estos establecimientos desaparecieron, sin embargo, para 2002 aún existían como verdaderas “instituciones” del recuerdo chuquicamatino, el emporio La Verbena y la sastrería Arenas. Hoy todas están en calama o tristemente desaparecieron. Muchos comerciantes se establecieron en esta calle luego que debieran abandonar la estación de Punta Rieles a fines de los años veinte.
En 1923 se instaló la fábrica de bebidas gaseosas de propiedad de Nicolás Pápic y Francisco Alessandri, con un capital de 150 000 pesos. El edificio ubicado en el campamento nuevo también cumplía la función de frigorífico, donde se vendía hielo y pescado congelado.
El 5 de diciembre de 1923 se instaló el empresario Víctor Farías con una pulpería, de hecho Farías era funcionario de una de ellas, perteneciente a la empresa cuando decidió establecerse con un negocio.
También ubicada en el Campamento Nuevo, se dedicó a prestar servicios de tienda, sombrerería, zapatería, sastrería y contaba con una sección Recova, con una carnicería y verdulería.
También en esa época, consistente en la segunda década de existencia del campamento, se desarrollaron importantes empresas comerciales en los más variados rubros.
En 1917, Rufino Vargas se instala con una modesta sastrería a un costado de la calle principal, fue la primera que se instaló en el mineral y de la cual surgieron tantas casas conforme aumentaba la demanda por ternos. El Progreso, como fue bautizada, ocupaba en la confección de trajes a 13 operarios, y con orgullo ostentaba el uso de telas importadas que ingresaban al país por Antofagasta. Tanto fue el progreso alcanzado con este negocio que Rufino Vargas instaló una sucursal en calle Vivar 182, en Calama, y una peluquería contigua a su negocio.
En 1921 se instaló el negociante yugoslavo Andrés Marínovic, con una pulpería que emulaba a sus negocios que funcionaban en Antofagasta.
En esa época también funcionaba el único negocio de pastelería y heladería que llevaba por nombre “El Sol” y cuyo dueño era Roberto Kawashima, los japoneses que vivían en el campamento fueron expulsados en 1942 a raíz de la entrada de los Estados Unidos en la Segunda Guerra Mundial, un dato fue que durante este enfrentamiento bélico, Chuquicamata se vio obligado a apagar sus luces para no ser bomberdeado por "el eje". La conflagración marcó las relaciones de ahí en adelante y los asiáticos jamás volvieron al yacimiento, reinstalándose en Calama y Antofagasta.
En 1919 se abrió una droguería, de propiedad del empresario español Juan Francisco Freiría. El europeo comenzó su destino andariego enseñando el idioma en el Berlitz School of Languages, donde fue director en Santiago. Posteriormente, trabajó en la Braden Copper Company y después fue trasladado a la Chile Exploration Company llegando de esa manera a Chuquicamata para dedicarse a la enseñanza del idioma inglés a los mineros. Su dedicación al trabajo fue premiada por los estadounidenses, que le permitieron construir un gran edificio de hormigón donde instaló la botica “Chilex”. Además es muy recordada El Almacén "La Reina", una de las últimas que sigue en Chuquicamata.
También son muy recordadas las farmacias como: Cotorás y Síglic, junto con las casas Dissi, Anita, Choliux, Carmona, Milla, otras como la Riojana, los hoteles Washington, Yoma, el Cobre y las fuentes de soda "el nuevo Gallo" y "La Anaconda".

### Otros lugares en Chuquicamata
Son recordados lugares como:

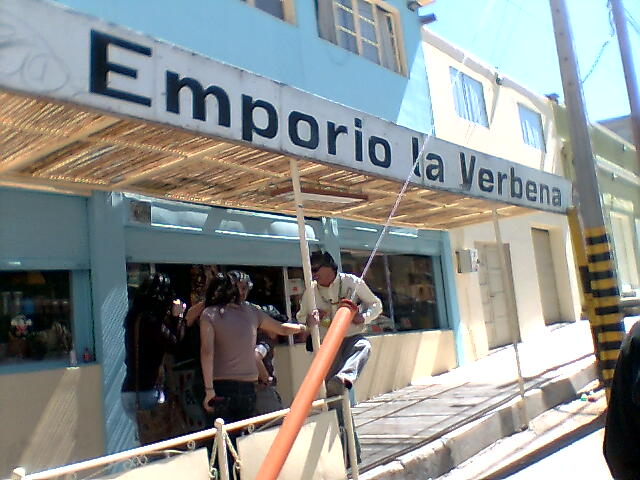
"La Verbena".

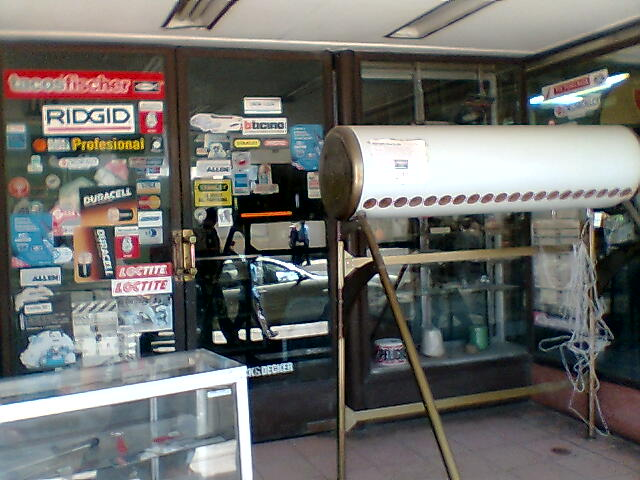
"Ferretería Rossi".

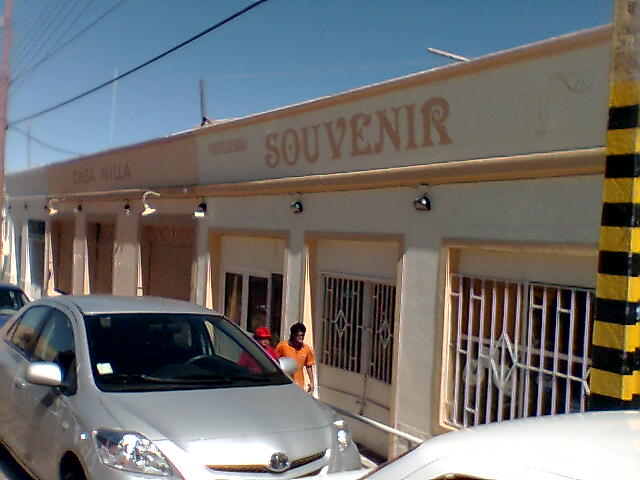
"Souvenir".

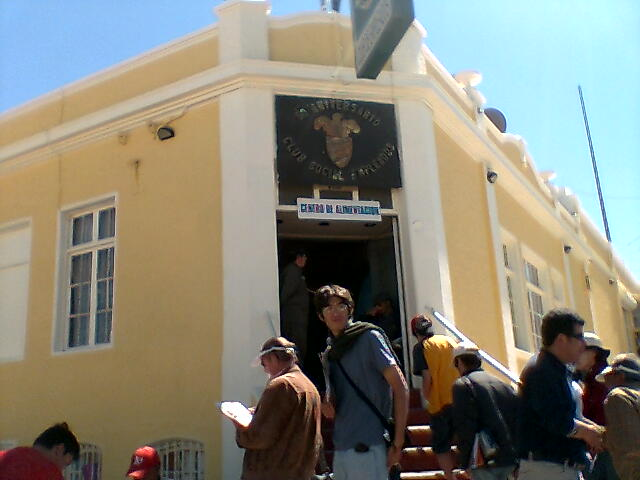
"Club de Empleados".

- 'Emporio La Verbena': esta tienda ha ayudado y servido a los chuquicamatinos por más de 70 años, hoy es una de las tiendas más recordadas del mineral, atendida por don Alcides Lira y familia. Además en muy recordada por la realización del acto del "Viejo Pascuero" que se realizaba cada 24 de diciembre en el centro del mineral.

- 'Almacén La Reina': data de 1915, fue administrada por la Familia Mimica desde 1915 hasta 1960, este es uno de los almacenes más antiguos del mineral. Desde 1960 hasta en la actuliadad ha sido administrada y atendida por la Familia Choque López e Hijos,

- 'Club Social': se ubicaba cerca del Campamento Americano, contaba con 6 canchas de bowling y varios lugares de entretención. Además fue uno de los primeros centros de Bowling en Chile.

- 'Radio El Loa': se ubicaba debajo de una explanada junto a la población O'Higgins ("Las Nórmac"), para luego ser ocupada por una oficina de Codelco.

- 'El Nuevo Gallo': ubicada en una de las arterias principales, era un salón de cerveza, donde además se ejercía la prostitución.

- 'Botillería El Minero': funcionó durante varios años a un costado del teatro Chile. Antes fue una ferretería, atendida por Osman Lilayú; luego cambió el rubro a botillería, siendo atendida por su dueña, Tomasa Gutiérrez,"Doña Tomy" hasta el año 2002.

- 'Salón de Té Carloncho': Se ubicaba en pleno centro de Chuquicamata, a un costado de la Comercial Monec. Durante años los trabajadores y las personas que formaban parte del campamento minero acudían al lugar siempre atendido por el Sr.Luis Cuevas Berrios. Reconocido también por utilizar la imagen de Charlie Chaplin como logo del salón de té.

- 'Ferretería Rossi': se ubicaba en pleno centro, junto a la farmacia "Cotoras". Fue creada por Los Hermanos Rossi de origen italiano.

- 'Casa Ruiz': se ubicaba en la conocida "Plazoleta Ruiz", que se ubicaba frente a los Departamentos "Diego Portales". Actualmente atienden en la ciudad de Calama.

- 'Librerías Chilex y La Unión': la primera es hoy la sede de un museo que da recorridos (Tours) por la mina y la segunda por varios años fue un restaurante.

- 'Club de Empleados': data de 1947, era un lugar muy común para los obreros que buscaban distracción, actualmente se ubica en la ciudad de Calama, camino a San Pedro de Atacama, cerca del cementerio municipal, donde se ubicaba la 5.ª esquina.
- Sucursal del Banco del Estado: ubicada frente al Club de Empleados, fue lugar de un robo millonario con posterior secuestro y asesinato de dos empleados del banco a manos de agentes de la CNI.

- 'Gran Tienda "La Vicuña"': data de 1926, se ubica en la calle principal del centro, hoy esta remodelada.

- 'Botica Chilex': data de los años treinta, se ubicaba en la avenida O'Higgins y era muy visitada spbre todo cuando ocurrían graves accidentes. La botica fue desapareciendo luego de que mejores farmacias llegaran a chuqui y como la mayoría de los comercios en esos años, con monturas para caballos por ser los únicos medios de transporte.

- 'La Riojana': de propiedad del boliviano Felix Jaldin Lavallens, vendía casimires y variados artículos de tienda y zapatería.

- 'La Mina': ubicada en la calle principal, O´Higgings y vecina a La Riojana, esta tienda y paquetería era propiedad de Mileen Lilayú. Vendía ropa y artículos para bebés, además de productos de paquetería como lanas, cierres, botones, hilos... todo lo necesario para la costura.

- 'Club de Rayuela'

- 'Cerro de la Cruz': es un cerro que se ubica al norponiente del campamento, aledaño a la Población El Bosque del mineral. Su cima es coronada con una gran cruz de madera, la cual era destino final de la procesión anual con motivo de Semana Santa, que se iniciaba en la Parroquia El Salvador y encabezaba el Párroco Enrique Olivé. Desde su cumbre es posible apreciar en su totalidad el campamento habitacional de Chuquicamata. En su parte posterior se ubica la famosa “Cueva del Pirata”.

- 'Cueva Del Pirata': antigua pequeña faena minera que se ubica abandonada en la parte posterior del Cerro La Cruz. Según los relatos populares su nombre se debe a que en los años 60 era habitada por un vagabundo alcohólico tuerto, que se instalaba fuera de la feria y borracho gritaba "Yo soy el pirata, yo soy el pirata". Con los años fue albergue de personas que cayeron en desgracia, generalmente antiguos mineros que se quedaron en Chuquicamata al perderlo todo producto del alcohol, uno de los más recordado era un anciano apodado “pájaro verde”. A partir de los años ochenta, el lugar se transformó en sitio de excursión, escaladas y juego para los niños del mineral. También se le conocía como “cueva calavera” ya que sus dos piques superiores (ojos) y el pique inferior (boca) asemejaban una calavera al mirarla desde lejos.

### Nuevas construcciones
A comienzos de los años setenta, con el cobre nacionalizado, Chuquicamata en manos de Codelco Chile y la consiguiente partida de los estadounidenses, comenzaron las demoliciones, clausuras y remodelaciones. Fue el caso de Las Latas, Los 600, Los Adobes y Los Hundidos, que dieron paso a nuevas urbanizaciones.
Para reemplazar las casas, se construyó El Abra en el lugar de Los Latas, con un total de 56 viviendas para los empleados de la compañía. Y para quienes no tenían casa aún, en Calama comenzó una urbanización masiva que construyó más villas y poblaciones en Calama.
En 1974 partió el proyecto de 312 departamentos para solteros, mientras que Los Adobes tendría 8 bloques de departamentos para casados, divididos en cuatro bloques de cuatro pisos y cuatro de tres.
Otro plan fue la primera partida de 408 casas, de las cuales 178 corresponden al sector de Los 600, las restantes estarían ubicadas al costado norte de la población Los Descubridores de América. Las nuevas viviendas son de dos plantas y con cocina equipada totalmente.
En los años setenta se inauguró la villa John Bradford para agradecer a ese médico doctor por su capacidad profesional, calidez y solidaridad. La ejecución del proyecto abarcó una superficie de 15 000 metros cuadrados y representó una remodelación completa a la vista del hospital con dos sectores, en los cuales se encontraba el Hotel John Bradford y como dato el último grupo que estuvo y se sacó una fotografía al frente de este hotel fue Lucybell cuando visitó la zona el año 2000. Durante el funcionamiento de la villa albergó a los médicos que venían a trabajar a chuquicamata.
El levantamiento de otras villas siguió su curso normal, como la villa Auka-Huasi y Atacama, además se reconstruyeron varias, solucionando prácticamente todos los problemas habitacionales del mineral, demostrando además un crecimiento sostenido que le dio sin duda un aspecto más de cuidado al antiguo campamento. Además en Chuquicamata se contaron con servicios de última generación.

#### Poblaciones existentes al momento del traslado
- Departamentos César Aguilar
- Departamentos de Carabineros
- Departamentos Los Hundidos
- Departamentos Diego Portales
- Población Arauco
- Población Bellavista
- Población El Bosque
- Población Los Adobes
- Población Los 600s
- Población Los Dúplex
- Población Los Descubridores de América
- Población Los Hundidos Reformados
- Población Las Flores
- Población Los Lagos
- Población Los Tipos C
- Población O'Higgins ("Las Nórmac").
- Villa Florencia
- Villa Atacama
- Villa Auka-Huasi
- Población El Abra
- Población John Bradford
- Villa Turi

## Historias chuquicamatinas
Chuquicamata posee una gran variedad de leyendas urbanas que se fueron tejiendo a lo largo de su historia, algunas de ellas son:
- La dama de negro
- La metro ochenta
- La llorona de los ripios
- La maldición de placilla
- El capacho maldito
- La novia en la subida a Chuquicamata
- La falda del diablo
- Fantasmas del Hospital Roy H. Glover (ascensores que subían y bajaban, niños que jugaban en sus corredores).
- La botitas negras

Además algunos lugares que eran muy frecuentados por los niños y jóvenes que crecieron en Chuquicamata:
- La cueva del pirata
- La piedra grande
- La cumbre del cerro San Lorenzo
- La cumbre del cerro de las antenas
- Las tortas de ripios
- El arboliris
- Cancha de Cemento (Población los Lagos).
- El laberinto

## El traslado
En 1992 Chuquicamata fue declarada zona saturada de material particulado respirable y anhídrido sulfúrico. El año siguiente, se detectó que la zona tenía altos niveles de arsénico. Estos problemas ambientales, sumado a dificultades con la expansión de la mina (debido al alto precio de los terrenos adyacentes, con excepción del campamento), motivaron que Codelco tomara la decisión entre 1992 y 1997 de trasladar a la población de Chuquicamata, construyéndoles casas en Calama las cuales estarían totalmente equipadas y no serían dadas en comodato como las de Chuquicamata, sino que serían suyas de por vida. El traslado de las familias en gran mayoría no ocurriría hasta 2004, proceso que duró hasta fines de 2007 con el traslado de supervisores. En enero de 2008 se declara todo el campamento como "Zona Industrial".

### Los primeros pasos
Luego de sacar a las familias que quedaban en la población "Los Dúplex", se empezó a desocupar lentamente el hospital Roy H. Glover, la villa John Bradford y población Bellavista (desocupada y cerrada en 2003), poblaciones que quedaran cerca de los botaderos, especialmente el conocido botadero 95, el que enterraría al Hospital. Luego se traslada en 2003 el Regimiento de Ingenieros N.° 1 "Atacama" y en 2004 comienza el traslado en mayoría de comercio y familias.

### Consecuencias para Calama
Variadas son las consecuencias que el traslado tuvo en Calama, como la construcción del Hospital del Cobre Doctor Salvador Allende Gossens, el Mall Calama, construcción del Edificio Corporativo de Codelco, y nuevas poblaciones como Túcnar Huasi, Villa Los Volcanes (ubicada a costados del Regimiento Topater), Villa Las Leyendas (ubicada en el Sector El Peuco), Villa Los Salares, Villa Los Yacimientos, etc. Además de varios proyectos para hermosear Calama, incluyendo las escuelas y colegios trasladados desde Chuquicamata como el Colegio Chuquicamata, la escuela E-34 John Fitzgerald Kennedy, la escuela D-54 República de Chile, Liceo B-10.
Se incluyen también la pavimentación de calles, que por años correspondían a caminos de tierra, hoy en día se han ido asfaltando y remodelando continuamente.

## Cierre de Chuquicamata

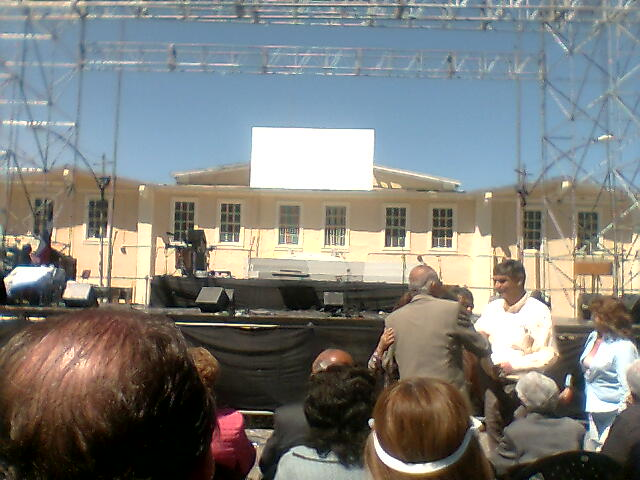
Escenario en el cierre oficial del campamento.

El 31 de agosto y el 1 de septiembre de 2007 se realizó la ceremonia oficial de cierre del campamento, tras 92 años de existencia, se tiene pensado guardar la memoria chuquicamatina preservando el casco histórico del campamento el cual ha sido remodelado para ser visitado.
De todas partes de Chile y del extranjero, miles de ex habitantes de Chuquicamata asistieron al evento final del cierre de este campamento minero, que albergó a varias generaciones de compatriotas desde 1915.
Fueron más de 30 000 personas las que repletaron las calles y la explanada a un costado de la Plaza de Los Héroes. Frente al Club Chuqui se montó un escenario monumental, por el que desfilaron grupos locales, para finalizar con la presentación de La Sonora Palacios y Los Jaivas.
El solo de batería de Juanita Parra acompañada con los integrantes de Los Jaivas y de La Sonora Palacios dio el inicio al espectacular festival pirotécnico que maravilló al multitudinario público asistente.
Este festival, que iluminó los cielos de Chuquicamata, duró más de 20 minutos, mientras que en fondo se escuchaba la canción de "Los Pampinos" (grupo de la zona) "Minero De Cobre" junto con el ruido que emitían camiones de la mina, junto con las sirenas de carros de bomberos para después dar paso al tema, "Chuquicamata" de Antonio Prieto seguido por “Todos Juntos“ de Los Jaivas, momentos en que las familias, los amigos y los compañeros de trabajo se abrazaron y lloraron, en medio de una emoción que removió los cimientos de esta histórica ciudad.
Durante la tarde, la ministra de Minería, Karen Poniachik, junto al Vicepresidente Corporativo de Codelco Norte, Sergio Jarpa, y autoridades locales, descubrieron una placa conmemorativa, que marca esta fecha histórica como el cierre final de un campamento minero lleno de recuerdos.
Hoy Chuquicamata, se contempla en su totalidad inhabitable y cerrado al público en general.

## Fechas simbólicas
- 18 de mayo de 1915 - Inauguración de instalaciones mineras en Chuquicamata por la Sociedad Braden Copper Co. (Chile Exploration Co. a las 11:35).
- 21 de agosto de 1960 - Inauguración del Hospital Roy H. Glover.[4]
- 1 de julio de 1971 - Nacionalización del Cobre por el congreso pleno.[8]
- 17 de julio de 1974 - Llegada del Regimiento de Ingenieros N.º 1 "Atacama" desde Copiapó.
- 20 de mayo de 2001 - Cierre hospital Roy H. Glover, tras 41 años de servicio.[4]
- Mayo de1 2002 - Inicio Oficial del proceso de traslado a Calama.
- 3 de septiembre de 2003 - Cierre y traslado del Regimiento "Atacama".
- 18 de mayo de 2007 - El Municipio de Calama declara oficialmente el 18 de mayo como día de Chuquicamata, se supone que en este día, todos los años deberían hacerse celebraciones en lo que quedara de campamento.
- 31 de agosto de 2007 - Cierre simbólico del campamento de Chuquicamata.[6]
- 25 de noviembre de 2007 - Última eucaristía de la parroquia El Salvador de Chuquicamata.
- 24 de diciembre de 2007 - La Verbena y Don Alcides Lira cierran su negocio y se trasladan a Calama.[9]
- 22 de diciembre de 2007 - Baja a Calama la familia del "último" supervisor del traslado.
- 31 de diciembre de 2007 - Almacén La Reina deja de funcionar y se trasladan a Calama.
- 1 de enero de 2008 - "Cierre" oficial del campamento y declaración oficial como zona industrial.
- 23 y 24 de junio de 2008 - La mina comienza a "tapar" con sus desechos la pulpería N°1.